# Ciclo di Darkover
Il Ciclo di Darkover è una serie di romanzi di genere fantascientifico-fantasy ideato da Marion Zimmer Bradley verso la metà degli anni cinquanta. Il ciclo comprende più di 25 romanzi e numerose antologie curate dalla stessa autrice, che includono numerosi racconti scritti da altri autori, ma attinenti al tema della saga. La serie di Darkover ha venduto nel 2012 più di cinque milioni di copie solo negli Stati Uniti.

## Storia editoriale
Nell'introduzione a The Ballad of Hastur and Cassilda, racconto della Zimmer Bradley pubblicato nell'antologia Red Sun of Darkover (1987), l'autrice racconta che gli antecedenti letterari di questa ballata sono "oscuri" e sono sorti ben "prima che Darkover fosse Darkover". Gli antecedenti sono il romanzo Il re in giallo di Robert W. Chambers e il poema di Tolkien noto come Beren e Lúthien che si trova nel primo libro de Il Signore degli Anelli.
Bradley ha adattato molti nomi da Il re in giallo nei suoi libri e nelle sue storie, spesso usandoli in modo diverso, ad esempio il nome di una città è diventato il nome di una persona, o viceversa. E alcuni dei nomi de Il re in giallo a loro volta derivavano da scritti precedenti di Ambrose Bierce.
Nel saggio intitolato A Darkover Retrospective, Bradley menziona anche la lettura delle opere di H. Rider Haggard, Talbot Mundy, Robert W. Chambers e Sax Rohmer come fonti di ispirazione per la sua saga più longeva, ma che non ha iniziato a scrivere fantasy fino a quando non ha conosciuto la narrativa di fantascienza/fantasy firmata da C.L. Moore e Henry Kuttner (a quanto pare quando era nella mezza adolescenza), e si è resa conto che non sarebbe mai stata una cantante d'opera. Scrisse, tra le altre cose, di "una casta dominante di telepati che ho chiamato Seveners" quando era al college, e questo libro si trasformò in un "romanzo enormemente tentacolare" chiamato in seguito Il re e la spada.
In quel libro, i Comyn (anche se chiamati "i Sette") erano più o meno gli stessi dei romanzi successivi e con specifici doni telepatici. Le sette famiglie erano le stesse, tranne che gli Alton erano chiamati "Leyniers" e gli Aillard erano chiamati "Marceau of Valeron", un nome che Bradley cambiò dopo averlo letto anche nel libro Skylark of Valeron di E. E. Smith, uno scrittore che ammirava.
Bradley non fu in grado di vendere Il re e la spada per molti anni, anche dopo averlo ridotto a sole "500 pagine di manoscritto" e aver "incentrato tutta la storia su un pianeta immaginario con un sole rosso" in un "Impero Galattico". Tuttavia, continuò a scrivere romanzi e alla fine vendette "un pastiche spudorato di una storia simile a Henry Kuttner", I falconi di Narabedla, a Ray A. Palmer, che aveva rianimato una rivista chiamata Other Worlds. Palmer in seguito accettò anche La spada di Aldones per la pubblicazione, ma nella sua versione nota come Il re e la spada e non la versione in seguito pubblicata da Ace Books nel 1962.
Il primo romanzo di Darkover fu pubblicato a puntate su di una rivista solo nel 1958 e in un volume unico nel 1962 con il titolo Le foreste di Darkover. A questo romanzo seguirà nello stesso anno il primo vero volume della saga pensato come tale: La spada di Aldones.

### Elenco dei romanzi
- Le foreste di Darkover (The Planet Savers, 1958 su rivista, 1962 in volume);
- La spada di Aldones (The Sword of Aldones, 1962);
- L'esiliato di Darkover (The Bloody Sun, 1964; riscritto nel 1979);
- Ritorno a Darkover (Star of Danger, 1965);
- Il signore di Storn (The Winds of Darkover, 1970);
- Il ribelle di Thendara (The World wreckers, 1971);
- Naufragio sulla terra di Darkover (Darkover Landfall, 1972);
- La spada incantata (The Spell Sword, 1974);
- L'erede di Hastur (The Heritage of Hastur, 1975);
- La catena spezzata (The Shattered Chain, 1976);
- La torre proibita (The Forbidden Tower, 1977);
- La signora delle tempeste (StormQueen!, 1978);
- Il sapiente di Darkover (Two to Conquer, 1980);
- L'esilio di Sharra (Sharra's Exile, 1981, riscrittura di La spada di Aldones);
- La donna del falco (Hawkmistress!, 1982);
- I regni di Darkover (Thendara House, 1983);
- La città della magia (City of Sorcery, 1984);
- Gli eredi di Hammerfell (The Heirs of Hammerfell, 1989);
- La riscoperta di Darkover (Rediscovery, 1993);
- La sfida degli Alton (Exile's Song, 1995);
- La matrice ombra (The Shadow Matrix, 1997);
- Attacco a Darkover (Traitor's Sun, 1999);
- La caduta di Neskaya (The Fall of Neskaya, 2001);
- Gli inferni di Zandru (Zandru's Forge, 2003);
- A Flame in Hali, 2004;
- The Alton Gift, 2007;
- Hastur Lord, 2010;
- The Children of Kings, 2013;
- Thunderlord, 2016;
- The Laran Gambit, 2022.

### Antologie di racconti
Le antologie nacquero sull'onda del successo commerciale della saga, fra la fine degli anni '70 e gli anni '80. Bradley propose al suo editore, Donald A. Wollheim della DAW, di pubblicare una antologia che racchiudesse il meglio di quelle storie che nel corso degli anni scrittori già affermati ed esordienti avevano scritto su Darkover. Alcuni di questi autori si radunarono anche sotto il nome di "Amici di Darkover" nelle newsletter e fanzine che l'autrice, assieme a un ristretto gruppo di collaboratori, realizzava trimestralmente. Alla prima antologia, The Keeper's Price, del 1980, seguirono dodici raccolte firmate da numerosi autori e autrici.
Quattro antologie vennero poi pensate appositamente per il mercato italiano dalla casa Editrice Nord, col permesso dell'autrice stessa. Le antologie sono inseribili cronologicamente nel ciclo di Darkover e sono quindi da considerarsi un "meglio di" delle dodici prodotte dalla Zimmer Bradley dal 1980 al 1994.
- L'alba di Darkover, 1992 (solo in italiano);
- I cento regni di Darkover, 1993 (solo in italiano);
- I signori di Darkover, 1993 (solo in italiano);
- Darkover e l'impero, 1994 (solo in italiano);

Le altre antologie prodotte fra il 1980 e il 1994, qui di seguito riportate e curate da Marion Zimmer Bradley, non seguono invece un ordine cronologico e spaziano nelle varie epoche della serie:
- The Keeper's Price, 1980;
- Sword of Chaos, 1982;
- Le Libere Amazzoni di Darkover (Free Amazons of Darkover, 1985; ed Nord, 2004);
- The Other Side of the Mirror, 1987;
- Red Sun of Darkover, 1987;
- Le quattro lune di Darkover (Four Moons of Darkover, 1988; ed. Nord, 2008);
- Domains of Darkover, 1990;
- Le donne di Darkover (Renunciates of Darkover, 1991; ed. Nord, 2007);
- Leroni of Darkover, 1991;
- Le torri di Darkover (The Towers of Darkover, 1993; ed. Nord, 2006);
- Le nevi di Darkover (Snows of Darkover, 1994; ed. Nord, 2005).

Una sola antologia racchiude invece tutti quei racconti considerati canonici e scritti in prevalenza da Marion Zimmer Bradly, perciò da ritenersi parte integrante del ciclo di Darkover:
- Marion Zimmer Bradley's Darkover, 1993.

Dal 2013 è ricominciata la pubblicazione annuale delle antologie di Darkover. Le antologie sono state curate questa volta da Deborah J. Ross, coautrice della saga di Darkover.
- Music of Darkover, 2013;
- Stars of Darkover, 2014;
- Gifts of Darkover, 2015;
- Realms of Darkover, 2016;
- Masques of Darkover, 2017;
- Crossroads of Darkover, 2018;
- Citadels of Darkover, 2019;
- Jewels of Darkover, 2023.

### Racconti ufficiali
Marion Zimmer Bradley specificò, nelle sue introduzioni alle antologie di Darkover, che i racconti degli autori da lei selezionati descrivevano un Darkover immaginario e che da ritenersi come eventi ufficiali per la saga, invece, erano esclusivamente le opere scritte di suo pugno.
Di seguito, si dà un elenco dei racconti scritti dall'autrice, da ritenersi parte integrante della saga di Darkover.
- Libere Amazzoni:
  - Osservare il voto (To Keep the Oath, The best of Marion Zimmer Bradley, 1980), in Le più belle storie di Marion Zimmer Bradley, 2003.
  - Le due nemiche (Amazon Fragment, in Renunciates of Darkover, 1991) in Le donne di Darkover, 2007.
  - Il giuramento delle Comhi-Letzii (The oath of the Free Amazons, in Free Amazons of Darkover, 1985), in Le Libere Amazzoni di Darkover, 2004.
  - Le regole della casa (House Rules, in Four Moons of Darkover, 1988) in Le quattro lune di Darkover, 2008.
  - Coltelli (Knives, in Free Amazons of Darkover, 1985), in Le Libere Amazzoni di Darkover, 2004.
- Età del Caos:
  - La spada del Caos, (Sword of Chaos, in Sword of Chaos, 1982), in I Cento Regni di Darkover, 1993.
- Leggende di Darkover:
  - La leggenda di Lady Bruna (The legend of Lady Bruna, in Free Amazons of Darkover, 1985), in Le Libere Amazzoni di Darkover, 2004.
  - La parola di un Hastur (The Word of a Hastur, in Snow of Darkover, 1994), in Le Nevi di Darkover, 2005.
  - Ballad of Hastur and Cassilda, in Red Sun of Darkover, 1987.
- Hilary Castamir:
  - Lo spettro di Sharra (Firetrap, scritto con Elisabeth Waters, in Domains of Darkover, 1990), in I signori di Darkover, 1993.
  - Il prezzo della scelta (The Keeper's Price, scritto con Elisabeth Waters, in The Keeper's Price, 1980), in I signori di Darkover, 1993.
  - La lezione della locanda (The Lesson of the Inn, in Sword of Chaos, 1982), in I signori di Darkover, 1993.
  - Hilary's Homecoming, in Marion Zimmer Bradley's Darkover, 1993.
  - Hilary's Wedding, in Marion Zimmer Bradley's Darkover, 1993.
- Rohana Ardais:
  - Tutto, tranne la libertà (Everything but Freedom, in The Other Side of the Mirror, 1987), in I signori di Darkover, 1993.
  - La dama di Ardais (Bride Price, in The Other Side of the Mirror, 1987), in I signori di Darkover, 1993.
- Dyan Ardais:
  - Il giuramento (Oathbreaker, in The Other Side of the Mirror, 1987), in Darkover e L'Impero, 1994.
  - Il figlio del Maestro Falconiere (The Hawk-Master's Son, in The Keeper's Price, 1980), in Darkover e L'Impero, 1994.
  - Un uomo impulsivo (A Man of Impulse, in Four Moons of Darkover, 1988), in Darkover e L'Impero, 1994.
  - L'ombra del passato (The Shadow, in Red Sun of Darkover, 1987), in Darkover e L'Impero, 1994.
- Sharra:
  - Il sangue non mente, (Blood will tell, The best of Marion Zimmer Bradley, 1980), in Le più belle storie di Marion Zimmer Bradley, 2003.

Esiste anche il racconto: In dieci minuti (Ten minutes or so, in Tower of Darkover, 1993), in Le Torri di Darkover, 2006. Sebbene scritto da Marion Zimmer Bradley, questa storia narra una versione alternativa del primo incontro fra Dyan Ardais e Regis Hastur, in cui i due trovano un modo per conoscersi ed essere amici. La versione ufficiale, invece, fonte di scontro e di inimicizia, è quella contenuta nel romanzo L'erede di Hastur.

## Trama
Le vicende narrate nel ciclo sono ambientate in un pianeta immaginario, Darkover o Cottman IV, la cui cultura è narrata dagli albori della sua storia, quando viene colonizzato da una popolazione di origine terrestre, che nel corso delle generazioni assume caratteristiche originali perdendo la memoria delle proprie origini.

## Ambientazione

### Il sistema stellare di Cottman

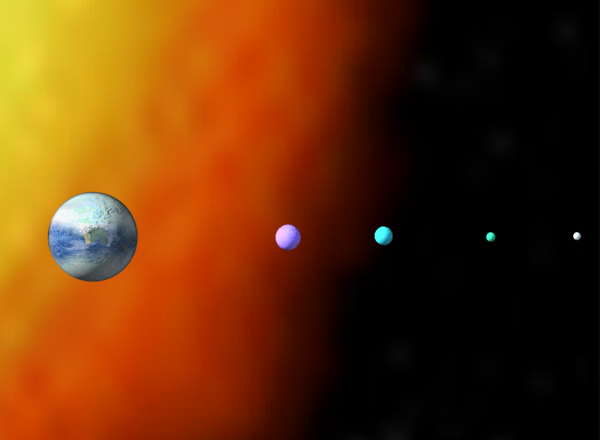
Le lune di Darkover, rispettivamente da sinistra: Liriel (colore viola), Kyrrdin (colore blu), Idriel (colore verde), Mormallor (colore bianco-madreperlaceo)

Darkover è il quarto di sette pianeti in orbita intorno alla stella di nome Cottman, il che dà al pianeta la denominazione terrestre di Cottman IV. Dei tre pianeti che lo precedono intorno al sole, Cottman II e Cottman III sono dei giganti gassosi, mentre Cottman I è un pianeta sterile troppo vicino alla sua stella per ospitare la vita. Degli altri tre pianeti, i due più lontani da Cottman (Cottman VI e Cottman VII) sono dei giganti gassosi. Cottman V è un pianeta di ghiaccio che, sebbene non sia tossico per gli uomini, non può sostenere una popolazione umana.
Come i suoi vicini, Darkover è un pianeta per lo più ghiacciato con solamente una piccola parte intorno all'equatore abitabile, e che può sostenere agricoltura, pesca e vita. Ma il clima del pianeta è duro secondo ogni standard, con la parte più calda del pianeta libera dal ghiaccio solamente per poche settimane all'anno.
Simile come grandezza alla Terra, Darkover ha una gravità più bassa a causa della sua relativa mancanza di metalli e una più alta percentuale di ossigeno nell'atmosfera. La sua orbita è più lenta, con un anno darkovano uguale a 15 mesi terrestri. La durata del giorno è di 28 ore.

#### Clima e geografia di Darkover
Il clima di Darkover è influenzato da due forze maggiori:
- Un grande sistema di montagne chiamato "Il muro intorno al mondo" che ha un'altezza di 9000 metri sul livello del mare. Questo sistema ha l'effetto di un terzo polo e ha fatto sì che l'angolo dell'asse di rotazione di Darkover sia più estremo di quello della Terra, il che causa un'estrema fluttuazione tra le temperature estive e quelle invernali nella sua regione equatoriale.
- A differenza della Terra, che ha un solo satellite, Darkover ha quattro lune che influenzano la forza delle maree e il clima. Le quattro lune sono:
  - Liriel - la più grande, di colore viola.
  - Kyrrdis - seconda in grandezza, descritta come di un "blu pavone"
  - Ariel - di colore verde acqua
  - Mormallor - piccola luna bianca.

## Personaggi

### Razze non umane
Nel mondo di Darkover, creato dalla scrittrice statunitense Marion Zimmer Bradley esistono, oltre agli uomini, governati da una casta, i Comyn, anche razze non umane intelligenti.
Esse sono:

#### Chieri
Antica razza, nota anche come elfi di Darkover, un tempo esplorarono lo spazio, prima di tornare al loro mondo di origine, che orbita attorno a un sole morente. Sono una razza estremamente longeva, con sei dita, alta, con poteri telepatici con una fisiologia semi-ermafrodita. A causa del basso tasso di natalità è una razza a rischio estinzione. Quando i terrestri naufragarono su Darkover furono i chieri a fare dono delle prime pietre matrici e nell'età precedente alle Ere del Caos sovente si univano agli umani, rafforzando i poteri psionici di questi ultimi e portano all'ascesa dei Comyn. Anticamente non era raro che il sangue chieri emergesse recessivamente nei regnanti darkovani, che dovevano quindi dimostrare la loro mascolinità mostrandosi completamente nudi.
Nelle ere successive i chieri, sempre meno numerosi, si sono isolati nelle regioni più remote di Darkover.

#### Uomini gatto
Uomini gatto non umani con un laran primitivo. Furono creati dagli uomini durante Le Età del Caos. Commerciano con gli uomini e usano corte spade. Sono abili cacciatori e difficilmente tornano dalle loro battute di caccia senza una preda. Hanno una cultura tribale molto articolata, a capo della quale vi è quello che i nativi di Darkover chiamano il Grande Gatto, un capo clan la cui carica è di tipo dinastico. Alcuni sono telepati, ma il loro laran è diverso da quello umano.

#### Cralmac
Sono esseri umanoidi ricoperti di pelo. Hanno grandi occhi dorati ed una coda. Creati dagli uomini durante Le Età del Caos, sono poco intelligenti ed usati perlopiù come servitori.

#### Kyrri
Bipedi umanoidi. Sono coperti da una pelliccia grigia e hanno facce scimmiesche con occhi versi. Possono dare delle scosse elettriche.

#### Uomini delle foreste
Detti anche, Arboricoli. Questa razza umanoide vive principalmente sugli alberi, dove costruisce sia case che vie di comunicazione. Hanno una folta pelliccia. Temono il fuoco e attaccano chiunque ne accenda uno nel loro territorio. Gli unici rapporti che hanno con gli uomini sono di tipo commerciale, soprattutto per lo scambio di piante medicinali.

#### Il popolo delle forge
Su Darkover, sono considerati la più antica razza umana presente nei monti Hellers (che li abitavano ancor prima dell'insediamento dei nobili Aldaran). Sono uomini tozzi e bruni, di bassa statura, massicci, e dalla faccia rossa con i capelli neri. Il popolo delle forge ha la pelle scura per la fuliggine e grossi nodi di muscoli su spalle e braccia, queste ultime sproporzionate rispetto all'altezza. Indossano vestiti di cuoio e portano alla cintura pesanti martelli di acciaio. Le donne sono invece vestite con mantelli di pelle, mentre i bambini sono coperti di folte pellicce. Non sono un popolo bellicoso e producono diversi tipi di armi, dalle spade ricurve (che scambiano con gli uomini gatto), ai grossi martelli, coltelli e picche di ferro (che utilizzano per combattere quando vengono attaccati e che portano sempre con loro).

#### Ya-Man
Benché vengano chiamati "uomini urlanti", e vengano considerati una specie intelligente, sono in verità grossi uccelli bianchi, implumi, alti quasi tre metri. Molto simili a uomini alti e scarni con un copricapo di penne, possiedono due occhi enormi e rossi, un becco simile a quello dei rapaci e un lunghissimo collo molto flessibile. Camminano eretti ma a scatti, rapidamente, come marionette, sulle zampe posteriori. Conosciuti nei vari romanzi anche come "uomini uccello", vivono in gruppo e si rifugiano in tane scavate nel terreno, nel profondo delle foreste.

#### Fanciulle e fanciulli fiore
Sono umanoidi dalla struttura fisica delicata ed eterea (da qui deriva il nome), creati dagli uomini durante Le Età del Caos. Le fanciulle e i fanciulli fiore sono di grande bellezza (e hanno solo una funzione estetica e sessuale), vennero adoperati come oggetti di piacere (soprattutto nelle Città Aride).
Fisicamente le Fanciulle fiore assomigliano a giovani donne dal viso grazioso, dal collo lungo e molto snelle, ma innaturalmente strette di bacino e con cosce troppo lunghe ed esili. Non nascono da umani, ma da uteri di femmine di Cralmac, utilizzando embrioni umani. Esiste anche la controparte maschile, ma in ambo i casi queste creature sono sterili.

### Le famiglie di Darkover
La società darkovana è di impianto feudale, si sviluppa quindi attorno ad un cerchio di nobili, i Comyn, che si dividono in sette grandi famiglie e una serie di famiglie nobili minori. Ognuna delle sette grandi famiglie ha una specifica forma di laran (un potere mentale) che la distingue delle altre.

#### Le sette grandi famiglie
- Hastur di Hastur sono coloro che hanno il dono della matrice vivente e che possono raggiungere vette di potere anche senza l'ausilio dei cristalli. Sono coloro che politicamente detengono il potere. Il loro stemma è un albero argento in campo azzurro
- Hastur di Elhalyn li caratterizza il potere di vedere i possibili futuri, ma associato a questo spesso ci sono disturbi mentali molto importanti che possono pregiudicare la sanità mentale dei soggetti. Sono i legittimi sovrani di Darkover. Il loro stemma è un albero argento con una corona in campo azzurro
- Alton sono la famiglia più temuta nei regni poiché capaci del rapporto mentale forzato con cui possono entrare nella mente di un'altra persona anche senza il suo consenso. Posseggono la tenuta Armida, nota per i suoi splendidi cavalli, e generalmente hanno la carica di Capitani delle Guardie Cittadine
- Ardais dotati del dono più raro la telepatia catalizzatrice in grado di risvegliare il laran in chi lo possiede in forma potenziale
- Aillard unica famiglia in cui il potere temporale è ereditato per linea femminile, il loro dono non è mai stato chiarito, ma è noto che lo ereditino solo le donne a causa degli incroci fatti negli anni.[7] Il loro simbolo è una piuma.
- Aldaran dotati della precognizione, sono stati anche allontanati dal consiglio dei Comyn poiché nel passato, alla fine dei Cento Regni, si rifiutarono di firmare il Patto di Varzil . Ciò li ha portati ad avere uno stretto rapporto con i terrestri (terranan).
- Ridenow di Serrais caratterizzati dal dono dell'empatia e della comunicazione con specie non umane. Sono la famiglia meno "pura" a livello di sangue poiché dei briganti della Città Aride hanno rapito e sposato delle donne di Serrais portando nuova linfa ad una linea di sangue che per troppi matrimoni combinati stava portando alla sterilità.

#### Famiglie nobili minori
- MacAran vivono a Poggio del Falco, sui monti Hellers, e hanno l'abilità di stabilire un rapporto telepatico con gli animali. Sono conosciuti per la loro abilità di addestratori. Sono imparentati con gli Aldaran.
- Castamir sono imparentati con gli Alton.
- Darriell sono imparentati con gli Aldaran.
- Delleray sono imparentati con gli Aldaran.
- Leynier sono imparentati con gli Alton.
- Lanart sono un ramo cadetto degli Alton a cui generalmente è affidato il comando delle guardie di Thendara in assenza del Reggente Alton.
- Di Asturien vivono a Castello Hastur vicino ai monti Venza, durante le Ere del Caos e dei Cento Regni governavano un regno indipendente. Si sono incrociati più volte con gli Hastur
- Lindir sono imparentati con gli Aillard.
- Hammerfell sono imparentati con gli Aldaran.
- Storn sono imparentati con gli Aldaran.
- Syrtis sono imparentati con gli Hastur e sono tradizionalmente i loro scudieri.
- Scathfell  sono imparentati con gli Aldaran.
- Rockraven parte della grande famiglia Aldaran risiedono a Ravenscrag nei monti Hellers. Il loro potere gli permette di controllare il tempo atmosferico. Pare che il donas presenti tutta la sua forza solo nella discendenza femminile. Nessuna donna sopravvive al parto di un bambino con il donas in piena potenza.

## Elementi ricorrenti

### Pietre Matrici
Le Pietre Matrici (o semplicemente Matrici) sono cristalli in grado, una volta collegate alla mente di un telepate, di entrare in risonanza con i suoi pensieri e amplificare la potenza del suo laran. Esse, insieme al Laran stesso, sono la componente base del sistema Aristocratico di Darkover.
Le Matrici formano un legame quasi indissolubile con colui che le porta ed utilizza, tanto che strappare dal collo, dove in genere vengono tenute, una pietra matrice, significa quasi certamente la morte del proprietario, o comunque uno shock difficile da superare. Questo forte legame fa sì che la pietra acquisisca una sensibilità per il proprietario, ed infatti vengono spesse portate dentro una piccola sacca in seta, che la isola da contatti esterni.
A seconda del laran del proprietario della Matrice e della persona che la tocca o tenta di 'strapparla', anche quest'ultima rischia di subire gravi danni, fino ad arrivare alla morte.
La pietra matrice si spegne con la morte del proprietario.
Le Pietre Matrici possono avere svariate dimensioni, generalmente correlate al loro potere.
Nella storia di Darkover sono esistiti moltissimi tipi di matrici particolari, leggendari. L'Anello di Varzil il Saggio, la Matrice Ombra, e tante altre.
Una delle peculiarità delle matrici è quella di poter trasformare le onde di pensiero (energon) in energia.
I Cerchi di Matrici sono forti fonti di potere, in cui il laran di più persone viene convogliato da un/una Custode, che attraverso i suoi canali la indirizza verso l'opera da compiere, che può essere la costruzione di un edificio, così come la realizzazione della Pece Stregata o l'assistenza in una battaglia.
Esistono anche Matrici Trappola e Schermi di Matrici.
Soltanto gli Hastur, come Matrici viventi, possono non aver bisogno di alcuna matrice per utilizzare i loro poteri mentali.

## Universo narrativo
Marion Zimmer Bradley riservò sempre grande attenzione alla realizzazione del suo mondo di Darkover e alla società che vi ruotava attorno. Con l'ingrandirsi della saga, e l'aumentare del numero dei volumi, anche i dettagli più curiosi o raffinati andarono definendosi e consolidandosi.

### Lingua
Darkover è un coacervo di linguaggi che discendono dalle più varie tradizioni, e per questo motivo di lingue e dialetti ne esistono molti. Le variazioni degli idiomi sono dovute soprattutto alla difficoltà di viaggiare, a causa del clima ostile e dei luoghi impervi che caratterizzano il pianeta secondo l'immaginazione di Marion Zimmer Bradley: regni isolati, su picchi irraggiungibili o deserti di tundra desolati. A parte queste variazioni, in voga soprattutto agli inizi della storia darkovana, esistono comunque due lingue principali: il Casta e il Cahuenga.
Casta:
Il Casta è la lingua dei Comyn e discende, per pronunce e cadenze, dallo spagnolo (mitigato da altri influssi linguistici). Solitamente, nel corso dei romanzi della saga, viene adoperato per il protocollo ufficiale, fra nobili, e le conversazioni con i terrani.
Cahuenga:
Il Cahuenga è la lingua comune usata su Darkover soprattutto dal popolo, e deriva dall'inglese e dal gaelico (con qualche influsso scozzese). Come struttura, sintassi e grammatica, più semplice del Casta e viene parlato quasi ovunque, e proprio per questo motivo ne esistono innumerevoli varianti a seconda della regione (quasi dei dialetti).
Altri idiomi: 
Ancora oltre al Casta e al Cahuenga e alle loro varianti, esistono una quantità di dialetti, come quello che spesso viene adoperato sui monti Hellers, che è una forma arcaica tratta dal gaelico; o, ancora, i dialetti delle Terre Aride, in cui si riscontrano in minima parte tracce di scozzese e gaelico.

### Religione
Darkover ha due religioni principali: il culto del Santo Portatore di Fardelli, un derivato del cristianesimo, e il culto politeistico dei Comyn.

#### Cristianesimo
A Nevarsin, nei monti Hellers, si trova il monastero di S.Valentino delle Nevi, ove i monaci onorano il culto del Santo Cristoforo. Il nome del monastero deriva dal padre Valentine dell'ordine di S. Cristoforo del Centauro, il quale faceva parte dell'equipaggio della prima astronave naufragata su Darkover. Il libro sacro dei cristoforos è il Libro dei Fardelli. La filosofia e le credenze dei cristoforos sono lontane dalle loro radici cristiane, sebbene gli stessi monaci continuino a definirsi tali: punti di incontro con la vecchia religione sono i voti dei monaci (silenzio, castità e povertà) e l'opposizione all'omosessualità.
I monaci di Nevarsin hanno sviluppato la capacità di riscaldare il proprio corpo dall'interno, attraverso un profondo processo di concentrazione mentale (nulla a che vedere insomma con il laran). Nella saga si racconta di come i novizi soffrissero per mesi il freddo pungente delle montagne, prima di riuscire a dominare la propria mente.
Il monastero costituisce uno dei migliori luoghi di studio: per questo molti Comyn mandano lì i propri discendenti, per imparare a leggere e a scrivere.
Solo alcune famiglie minori seguono il cristianesimo cristoforiano.

#### Culto politeistico dei Comyn
Ritenendo di essere figli degli dèi, i Comyn adottarono una religione politeista da cui dichiararsi discendente.
La religione della Luce non possiede un clero, poiché i Comyn ne costituiscono la "prova vivente". Esistono dei santuari e delle cappelle sparse per i Dominii, di solito all'interno dei castelli dei Signori. Il principale centro religioso è la cappella del rhu fead, insieme al Lago di Hali, dove i Comyn non permettono la presenza di nessun terrano. In realtà si tratta dei sotterranei della Torre di Hali, distrutta durante le Ere del Caos. Al suo interno, protetti da diversi campi di forza creati con il laran, sono conservati oggetti sacri della storia darkovana, come la Spada di Aldones. Inoltre nelle vicinanze sono tumulati i corpi dei membri defunti delle famiglie Comyn.
Gli dèi principali sono:
- Aldones: dio della Luce, padre di Hastur;
- Avarra: Madre Oscura, dea della nascita e della morte;
- Hastur: semi-dio figlio di Aldones, conobbe Cassilda dalla quale ebbe sette figli, i quali originarono i Sette Dominii;
- Cassilda: moglie di Hastur, partorì sette figli dai quali ebbero origine i Sette Dominii;
- Evanda: dea della natura e della fragile primavera darkovana, è rappresentata cinta da fiori e frutti;
- Naotalba: moglie di Zandru, è dea "la vendicatrice", la dea degli inferi e della dannazione, regina della notte, figlia della distruzione;
- Sharra: dea del fuoco, è adorata dal popolo delle forge. Viene rappresentata come una giovane donna, legata da catene d'oro e avvolta dalle fiamme. Il suo culto fu messo al bando in quanto si compivano sacrifici umani e spesso si causavano incendi alle rade foreste del pianeta;
- Zandru: signore delle Scelte, buone o cattive, e dei Nove Inferni. Secondo la leggenda, Alar aprì la porta del mondo a Zandru, che si era innamorato della sposa di Hastur. Una volta libero rapì la donna portandola nel suo regno. Quando Hastur scese negli inferi per salvarla, punì Zandru trasformando i suoi regni infuocati in inferni di ghiaccio.

## Cronologia degli eventi narrati
In ordine cronologico, secondo la scansione che ne dà la stessa autrice, la storia di Darkover si può dividere nelle seguenti ere:
L'insediamento
Durante i primi viaggi spaziali, quando la Terra non è ancora diventata un impero federale, una delle navi spaziali inviate a colonizzare nuovi pianeti subisce un'avaria ed è costretta ad atterrare su un pianeta ai margini dell'universo conosciuto senza poter ripartire.
I coloni si organizzano quindi e sviluppano una società di tipo feudale a basso sviluppo tecnologico, nella quale però alcuni individui dimostrano alcune capacità paranormali dovute ad alcuni accoppiamenti con la razza autoctona dei chieri.
Le vicende riguardanti il naufragio e l'insediamento vengono raccontate nel libro:
- Naufragio sulla terra di Darkover (Darkover Landfall, 1972; ed. it. Editrice Nord, Milano 1985);
- L'alba di Darkover (antologia, ed. Nord, Milano 1993).

Le età del Caos
Mille anni dopo, la società feudale si è fortemente affermata ed al vertice della piramide sociale ci sono le Grandi Famiglie, che fanno parte della casta dei Comyn, cioè coloro che possiedono i poteri paranormali ereditati dai chieri, il laran.
I Sapienti delle Torri inoltre hanno imparato a sfruttare il potere di alcune gemme magiche per amplificare il loro laran, e lo usano per inventare armi sempre più spregiudicate e terribili.
Fanno parte di questo periodo i romanzi:
- La signora delle tempeste (Stormqueen!, 1978; TEA, Milano 1989);
- Thunderlord, 2016; (non ancora tradotto in Italia).

I cento regni
A causa delle armi create nelle Età del Caos, Darkover è diviso in tanti piccoli staterelli (chiamati appunto i cento regni) occupati in faide che lacerano il territorio.
Questa situazione ha termine con l'adozione del Patto di Varzil il Saggio, che proibisce l'utilizzo di armi in grado di colpire a distanza superiore alla lunghezza del braccio, in quanto chi vuole uccidere un nemico deve mettere in pericolo a sua volta la propria vita.
le vicende che portano alla stipulazione del Patto sono contenute in:
- La donna del falco (Hawkmistress!, 1982; TEA, Milano 1989);
- Il sapiente di Darkover (Two to conquer, 1980; TEA, Milano 1991);
- La caduta di Neskaya (The fall of Neskaya, 2001; Longanesi, Milano 2007);
- Gli inferni di Zandru (Zandru's Forge, 2003; Longanesi, Milano 2011);
- A Flame in Hali, 2004; (non ancora tradotto in Italia);
- Gli eredi di Hammerfell (The heirs of Hammerfell, 1989; TEA, Milano 1992);
- I cento regni di Darkover (antologia, ed. Nord, Milano 1993).

L'era dei Comyn
È un'era di pace, che vede il progressivo abbandono delle armi magiche.
Viene creata una corporazione, detta delle Libere Amazzoni, nella quale le donne non sono soggette all'autorità del padre e sono responsabili unicamente verso se stesse.
In quest'epoca di pace, Darkover viene riscoperto dell'Impero terrestre che stabilisce delle basi sul territorio, sperando di convincere gli abitanti ad entrare a far parte dell'Impero.
- La riscoperta di Darkover (Rediscovery, 1993; Nord, Milano 1995)
- La catena spezzata (The shattered Chain, 1976; Nord, Milano 1981)
- La spada incantata (The spell sword, 1974; Nord, Milano 1987)
- La torre proibita (The forbidden tower, 1977; Nord, Milano 1980)
- I regni di Darkover (Thendara house, 1983; TEA, Milano 1990)
- La città della magia (City of Sorcery, 1984; TEA, Milano 1991)
- Ritorno a Darkover (Star of danger, 1965; TEA, Milano 1993)
- Il signore di Storn (The winds of Darkover, 1970; TEA, Milano 1993)
- I signori di Darkover (antologia, ed. Nord, Milano 1994)

I Comyn e l'Impero Terrestre
I rapporti fra i darkovani e i terrestri si deteriorano a causa delle crescenti pressioni dell'Impero affinché entrino a farne parte.
La nobiltà Comyn è contraria, ma nel corso degli anni sorgono i primi dubbi e fazioni favorevoli all'integrazione nell'Impero.
- L'esiliato di Darkover (The bloody Sun, 1979; TEA, Milano 1992)
- L'erede di Hastur (The heritage of Hastur, 1975; Nord, Milano 1996)
- Le foreste di Darkover (The planet savers, 1962; TEA, Milano 1996)
- L'esilio di Sharra (Sharra's Exile, 1981; Editrice Nord 1983
- La spada di Aldones (The sword of Aldones, 1962; TEA, Milano 1994), poi ampliato ne L'esilio di Sharra (Sharra's exile, 1981; Nord, Milano 1983)
- Il ribelle di Thendara (The world wreckers, 1971; TEA, Milano 1994)
- Darkover e l'impero (antologia 1994, ed. TEA, Milano, 2006)
- Hastur Lord, 2010; (non ancora tradotto in Italia).
- La sfida degli Alton (Exile's song, 1995; Longanesi 1996)
- La matrice ombra (The shadow matrix, 1997; Longanesi 1999)
- Attacco a Darkover (Traitor's sun, 1998; Longanesi 2004)

Darkover Moderno
Alla fine di Attacco a Darkover, Marion Zimmer Bradley descrive i terrestri che abbandonano il loro punto d'appoggio su Darkover e il ripristino del controllo dei Comyn sul governo del pianeta. I libri successivi rientrano quindi in una nuova era storica per Darkover, che l'editore statunitense ha chiamato "Modern Darkover". Ne fanno parte i romanzi:
- The Alton Gift, 2007; (non ancora tradotto in Italia)
- The Children of Kings, 2013; (non ancora tradotto in Italia)
- The Laran Gambit, 2022; (non ancora tradotto in Italia).